# Сноу, Гарт
Гарт Сноу (англ. Garth Snow; 28 июля 1969, Рентем, США) — американский хоккейный менеджер, в прошлом — профессиональный хоккеист, вратарь. С 2006 по 2018 годы являлся генеральным менеджером клуба НХЛ «Нью-Йорк Айлендерс».

## Игровая карьера

### Клубная карьера
«Квебек Нордикс» выбрал Гарта Сноу на драфте НХЛ 1987 года в шестом раунде. Сноу с 1993 по 1995 год играл в основном в фарм-клубе «Нордикс» в АХЛ «Корнуолл Эйсес». На второй год пребывания в «Корнуолле» Сноу занял первое место среди всех вратарей лиги по количеству побед и первое место по среднему количеству пропущенных шайб в плей-офф. В том же сезоне он сыграл два матча за «Квебек» в регулярном чемпионате и дебютировал в плей-офф. 21 июня 1995 года, из-за переезда команды из Квебека в Денвер, Сноу стал игроком «Колорадо Эвеланш».
12 июля 1995 года «Колорадо» обменял Сноу в «Филадельфию Флайерз» на право выбора в третьем и шестом раундах драфта 1996 года. В «Филадельфии» Сноу стал запасным вратарём после Рона Хекстолла, но в плей-офф 1997 года он сумел сместить Хекстолла с позиции первого вратаря. «Флайерз» с Гартом Сноу в воротах дошли до финала Кубка Стэнли, где уступили «Детройту» в четырёх матчах.
4 марта 1998 года «Филадельфия» обменяла Сноу в «Ванкувер Кэнакс» на вратаря Шона Бурка.
10 октября 2000 года Гарт Сноу в качестве свободного агента перешёл в «Питтсбург Пингвинз».
1 июля 2001 года Сноу в качестве свободного агента перешёл в «Нью-Йорк Айлендерс». В «Айлендерс» Сноу был вторым вратарём сначала после Криса Осгуда, а с 2003 года после Рика Дипьетро.
17 августа 2004 года на время локаута в НХЛ Сноу подписал контракт с клубом российской Суперлиги «СКА».
18 июля 2006 года Гарт Сноу завершил карьеру игрока и был назначен генеральным менеджером «Нью-Йорк Айлендерс».

## Менеджерская карьера
Гарт Сноу стал пятым генеральным менеджером «Айлендерс». Он сменил на этом посту назначенного чуть более месяца назад Нила Смита. Владелец клуба Чарльз Вонг объяснил столь скорую перестановку разными взглядами на развитие команды между Смитом с одной стороны и штабом, управлявшим хоккейными операциями, состоявшим из главного тренера Теда Нолана, Гарта Сноу, Брайана Тротье и Пэта Лафонтена с другой.
6 июня 2007 года владелец «Айлендерс» Чарльз Вонг объявил о выкупе оставшихся четырёх лет контракта капитана клуба Алексея Яшина. После окончания сезона 2006/07 Вонгу была подана петиция от болельщиков с требованием выкупить контракт Яшина. Гарт Сноу отметил, что этот выкуп позволит команде приобрести игроков на рынке свободных агентов.